# 새엄마는 외계인
《새엄마는 외계인》(영어: My Stepmother Is an Alien)은 미국에서 제작된 리처드 벤저민 감독의 1988년 SF 코미디 영화이다. 댄 애크로이드, 킴 베이싱어, 존 러비츠 등이 출연하였고, 프랭클린 R. 레비 등이 제작에 참여하였다.

## 출연
- 댄 애크로이드
- 킴 베이싱어
- 존 러비츠
- 앨리슨 해니건
- 조지프 마허
- 세스 그린
- 앤 프렌티스
- 웨슬리 맨
- 해리 시어러
- 줄리엣 루이스

## 기타 제작진
- 미술: 찰스 로즌
- 의상: 애기 거라드 로저스